# Čair-Halle
Die Čair-Halle oder Hala Čair (serbisch-kyrillisch Хала Чаир) – gewöhnlich als Čair [tschair] bekannt – ist eine Mehrzweckhalle in der südostserbischen Stadt Niš, der drittgrößten Stadt des Landes. Sie ist Teil des Sportski centar Čair, zu dem auch das Stadion Čair, eine Freibad, eine Schwimmhalle, ein Hotel und zwei weitere Hallen sowie andere Sporteinrichtungen gehören. Der kreisförmige Bau liegt etwa 1,5 Kilometer östlich des Stadtzentrums von Niš am Rand des Stadtparks Čair. In der Halle werden neben Basketball-, Volleyball- und Handballspielen auch regelmäßig Konzerte veranstaltet.

## Geschichte
Nachdem das Čair-Stadion 1963 eröffnet worden war, wuchs auch der Bedarf an einer Sporthalle. Diese wurde 1974 gebaut. 2009 wurden hier Spiele der U17-Handball-Europameisterschaft der Frauen ausgetragen. Nachdem 2008 die Handball-Europameisterschaft der Männer 2012 nach Serbien vergeben worden war, wurde auch die Ćair-Halle als Spielstätte bestimmt. Daraufhin begann eine umfassende Modernisierung der Halle, die im Oktober 2011 beendet wurde. Im Rahmen der Umbauarbeiten wurde die Sitzplatzkapazität bei Sportveranstaltungen um 500 auf 5000 Plätze erhöht, eine neue Klimaanlage und Beleuchtung eingebaut. Ebenso wurden die Umkleideräume erneuert und medizinische Einrichtungen integriert.